# Рогозно (Самборский район)
Рогозно (укр. Рогізно) — село в Бисковичской сельской общине Самборского района Львовской области Украины.
Население по переписи 2001 года составляло 605 человек. Занимает площадь 0,935 км². Почтовый индекс — 81421. Телефонный код — 3236.